# Thaanumella
Thaanumella is een geslacht van weekdieren uit de klasse van de Gastropoda (slakken).

## Soorten
- Thaanumella angulosa (Ancey, 1890)
- Thaanumella cookei Clench, 1946